# سوئن سوئنسن
سوئن سوئنسن (دانمارکی: Søren Sørensen; ۲۰ آوریل ۱۸۹۷ – ۱۱ مارس ۱۹۶۵) ژیمناست هنری اهل دانمارک بود.